# 罗亭镇
罗亭镇，是中华人民共和国江西省南昌市新建区下辖的一个乡镇级行政单位。

## 行政区划
罗亭镇下辖以下地区：
罗亭村、义坪村、上坂村、名山村、红源村和茶岭林场生活区。